# Vuelta a España 2016
Vuelta a España 2016 – 71. edycja wyścigu kolarskiego, która odbywała się w dniach od 20 sierpnia do 11 września 2016 roku. Liczyła dwadzieścia jeden etapów o łącznym dystansie 3 315,4 km. Wyścig zaliczany był do rankingu światowego UCI World Tour 2016.

## Etapy
| Etap | Data        | Start – Meta                                   | km            | Typ           | Zwycięzca etapu     | Lider              |               |
| ---- | ----------- | ---------------------------------------------- | ------------- | ------------- | ------------------- | ------------------ | ------------- |
| 1    | 20 sierpnia | Balneario Laias – Castrelo de Miño             | 27,8          | TTT           | Team Sky            | Peter Kennaugh     |               |
| 2    | 21 sierpnia | Ourense – Baiona                               | 160,8         | Płaski        | Gianni Meersman     | Michał Kwiatkowski |               |
| 3    | 22 sierpnia | Marín – Dumbría                                | 176,4         | Pagórkowaty   | Alexandre Geniez    | Rubén Fernández    |               |
| 4    | 23 sierpnia | Betanzos – San Andrés de Teixido               | 163,5         | Pagórkowaty   | Lilian Calmejane    | Darwin Atapuma     |               |
| 5    | 24 sierpnia | Viveiro – Lugo                                 | 171,3         | Płaski        | Gianni Meersman     | Darwin Atapuma     |               |
| 6    | 25 sierpnia | Monforte de Lemos – Nogueira de Ramuín         | 163,2         | Pagórkowaty   | Simon Yates         | Darwin Atapuma     |               |
| 7    | 26 sierpnia | Maceda – Puebla de Sanabria                    | 158,5         | Pagórkowaty   | Jonas Van Genechten | Darwin Atapuma     |               |
| 8    | 27 sierpnia | Villalpando – Sabero                           | 181,5         | Pagórkowaty   | Siergiej Łagutin    | Nairo Quintana     |               |
| 9    | 28 sierpnia | Cistierna – Alto del Naranco                   | 164,5         | Pagórkowaty   | David de la Cruz    | David de la Cruz   |               |
| 10   | 29 sierpnia | Lugones – Lagos de Covadonga                   | 188,7         | Górski        | Nairo Quintana      | Nairo Quintana     |               |
|      | 30 sierpnia | Dzień przerwy                                  | Dzień przerwy | Dzień przerwy | Dzień przerwy       | Dzień przerwy      | Dzień przerwy |
| 11   | 31 sierpnia | Colunga – Peña Cabarga                         | 168,6         | Pagórkowaty   | Chris Froome        | Nairo Quintana     |               |
| 12   | 1 września  | Los Corrales de Buelna – Bilbao                | 193,2         | Pagórkowaty   | Jens Keukeleire     | Nairo Quintana     |               |
| 13   | 2 września  | Bilbao – Urdazubi                              | 213,4         | Pagórkowaty   | Valerio Conti       | Nairo Quintana     |               |
| 14   | 3 września  | Urdazubi – Col d'Aubisque                      | 196           | Górski        | Robert Gesink       | Nairo Quintana     |               |
| 15   | 4 września  | Sabiñánigo – Aramon Formigal                   | 118,5         | Pagórkowaty   | Gianluca Brambilla  | Nairo Quintana     |               |
| 16   | 5 września  | Alcañiz – Peníscola                            | 156,4         | Płaski        | Jean-Pierre Drucker | Nairo Quintana     |               |
|      | 6 września  | Dzień przerwy                                  | Dzień przerwy | Dzień przerwy | Dzień przerwy       | Dzień przerwy      |               |
| 17   | 7 września  | Castellón de la Plana – Camins del Penyagolosa | 177,5         | Pagórkowaty   | Mathias Frank       | Nairo Quintana     |               |
| 18   | 8 września  | Requena – Gandia                               | 200,6         | Płaski        | Magnus Cort Nielsen | Nairo Quintana     |               |
| 19   | 9 września  | Xàbia – Calpe                                  | 37            | ITT           | Chris Froome        | Nairo Quintana     |               |
| 20   | 10 września | Benidorm – Alto de Aitana                      | 193,2         | Górski        | Pierre-Roger Latour | Nairo Quintana     |               |
| 21   | 11 września | Las Rozas – Madryt                             | 104,8         | Płaski        | Magnus Cort Nielsen | Nairo Quintana     |               |

## Uczestnicy
Na starcie wyścigu stanęły 22 ekipy. Wśród nich osiemnaście ekip UCI World Tour 2016 oraz cztery inne zaproszone przez organizatorów.
Lista drużyn uczestniczących w wyścigu:
| Numery  | Kod | Drużyna            |
| ------- | --- | ------------------ |
| 1-9     | MOV | Movistar Team      |
| 11-19   | TNK | Tinkoff            |
| 21-29   | SKY | Team Sky           |
| 31-39   | BMC | BMC Racing Team    |
| 41-49   | TLJ | Team LottoNL-Jumbo |
| 51-59   | OBE | Orica–BikeExchange |
| 61-69   | AST | Pro Team Astana    |
| 71-79   | FDJ | FDJ                |
| 81-89   | GIA | Team Giant-Alpecin |
| 91-99   | TRE | Trek-Segafredo     |
| 101-109 | ALM | Ag2r-La Mondiale   |

| Numery  | Kod | Drużyna                |
| ------- | --- | ---------------------- |
| 111-119 | KAT | Team Katusha           |
| 121-129 | LTS | Lotto Soudal           |
| 131-139 | EQS | Etixx-Quick Step       |
| 141-149 | CDT | Cannondale–Drapac      |
| 151-159 | DDD | Team Dimension Data    |
| 161-169 | IAM | IAM Cycling            |
| 171-179 | LAM | Lampre-Merida          |
| 181-189 | COF | Cofidis                |
| 191-199 | BOA | Bora-Argon 18          |
| 201-209 | CJR | Caja Rural–Seguros RGA |
| 211-219 | DEN | Direct Énergie         |

### Etap 1 - 20.08: Balneario Laias – Castrelo de Miño, 27,8 km (TTT)
| # | Zespół             | Czas    |
| - | ------------------ | ------- |
| 1 | Team Sky           | 30' 37" |
| 2 | Movistar Team      | + 0"    |
| 3 | Orica–BikeExchange | + 6"    |

| #   | Zawodnik           | Zespół | Czas     |
| --- | ------------------ | ------ | -------- |
| 1   | Peter Kennaugh     | SKY    | 30' 37"  |
| 2   | Salvatore Puccio   | SKY    | + 0"     |
| 3   | Michał Kwiatkowski | SKY    | + 0"     |
|     |                    |        |          |
| 57  | Bartosz Huzarski   | BOA    | + 57"    |
| 178 | Michał Gołaś       | SKY    | + 4' 04" |

### Etap 2 - 21.08: Ourense – Baiona, 160,8 km
| #  | Zawodnik            | Zespół | Czas       |
| -- | ------------------- | ------ | ---------- |
| 1  | Gianni Meersman     | EQS    | 4h 16' 39" |
| 2  | Michael Schwarzmann | BOA    | + 0"       |
| 3  | Magnus Cort Nielsen | OBE    | + 0"       |
|    |                     |        |            |
| 4  | Michał Kwiatkowski  | SKY    | + 0"       |
| 86 | Michał Gołaś        | SKY    | + 0"       |
| 95 | Bartosz Huzarski    | BOA    | + 0"       |

| #   | Zawodnik           | Zespół | Czas       |
| --- | ------------------ | ------ | ---------- |
| 1   | Michał Kwiatkowski | SKY    | 4h 57' 15" |
| 2   | José Joaquín Rojas | MOV    | + 0"       |
| 3   | Alejandro Valverde | MOV    | + 0"       |
|     |                    |        |            |
| 52  | Bartosz Huzarski   | BOA    | + 57"      |
| 162 | Michał Gołaś       | SKY    | + 4' 04"   |

### Etap 3 - 22.08: Marín – Dumbría, 176,4 km
| #   | Zawodnik           | Zespół | Czas       |
| --- | ------------------ | ------ | ---------- |
| 1   | Alexandre Geniez   | FDJ    | 4h 28' 36" |
| 2   | Rubén Fernández    | MOV    | + 21"      |
| 3   | Alejandro Valverde | MOV    | + 26"      |
|     |                    |        |            |
| 26  | Bartosz Huzarski   | BOA    | + 1' 19"   |
| 89  | Michał Kwiatkowski | SKY    | + 6' 11"   |
| 188 | Michał Gołaś       | SKY    | + 18' 29"  |

| #   | Zawodnik           | Zespół | Czas       |
| --- | ------------------ | ------ | ---------- |
| 1   | Rubén Fernández    | MOV    | 9h 16' 07" |
| 2   | Alejandro Valverde | MOV    | + 7"       |
| 3   | Chris Froome       | SKY    | + 11"      |
|     |                    |        |            |
| 19  | Bartosz Huzarski   | BOA    | + 2' 01"   |
| 77  | Michał Kwiatkowski | SKY    | + 5' 56"   |
| 188 | Michał Gołaś       | SKY    | + 22' 18"  |

### Etap 4 - 23.08: Betanzos – San Andrés de Teixido, 163,5 km
| #   | Zawodnik           | Zespół | Czas       |
| --- | ------------------ | ------ | ---------- |
| 1   | Lilian Calmejane   | DEN    | 4h 05' 19" |
| 2   | Darwin Atapuma     | BMC    | + 15"      |
| 3   | Ben King           | CDT    | + 15"      |
|     |                    |        |            |
| 59  | Bartosz Huzarski   | BOA    | + 3' 19"   |
| 135 | Michał Gołaś       | SKY    | + 14' 54"  |
| 184 | Michał Kwiatkowski | SKY    | + 19' 03"  |

| #   | Zawodnik           | Zespół | Czas        |
| --- | ------------------ | ------ | ----------- |
| 1   | Darwin Atapuma     | BMC    | 13h 23' 10" |
| 2   | Alejandro Valverde | MOV    | + 29"       |
| 3   | Chris Froome       | SKY    | + 33"       |
|     |                    |        |             |
| 37  | Bartosz Huzarski   | BOA    | + 3' 36"    |
| 112 | Michał Kwiatkowski | SKY    | + 23' 15"   |
| 182 | Michał Gołaś       | SKY    | + 35' 28"   |

### Etap 5 - 24.08: Viveiro – Lugo, 171,3 km
| #   | Zawodnik           | Zespół | Czas       |
| --- | ------------------ | ------ | ---------- |
| 1   | Gianni Meersman    | EQS    | 4h 16' 42" |
| 2   | Fabio Felline      | TRE    | + 0"       |
| 3   | Kévin Reza         | FDJ    | + 0"       |
|     |                    |        |            |
| 66  | Bartosz Huzarski   | BOA    | + 0"       |
| 123 | Michał Gołaś       | SKY    | + 3' 58"   |
| 128 | Michał Kwiatkowski | SKY    | + 3' 58"   |

| #   | Zawodnik           | Zespół | Czas        |
| --- | ------------------ | ------ | ----------- |
| 1   | Darwin Atapuma     | BMC    | 17h 39' 52" |
| 2   | Alejandro Valverde | MOV    | + 28"       |
| 3   | Chris Froome       | SKY    | + 32"       |
|     |                    |        |             |
| 37  | Bartosz Huzarski   | BOA    | + 3' 35"    |
| 104 | Michał Kwiatkowski | SKY    | + 23' 14"   |
| 183 | Michał Gołaś       | SKY    | + 39' 25"   |

### Etap 6 - 25.08: Monforte de Lemos – Nogueira de Ramuín, 163,2 km
| #  | Zawodnik           | Zespół | Czas       |
| -- | ------------------ | ------ | ---------- |
| 1  | Simon Yates        | OBE    | 4h 05' 00" |
| 2  | Luis León Sánchez  | AST    | + 20"      |
| 3  | Fabio Felline      | TRE    | + 22"      |
|    |                    |        |            |
| 49 | Bartosz Huzarski   | BOA    | + 3' 03"   |
| 75 | Michał Gołaś       | SKY    | + 14' 04"  |
| 76 | Michał Kwiatkowski | SKY    | + 14' 04"  |

| #   | Zawodnik           | Zespół | Czas        |
| --- | ------------------ | ------ | ----------- |
| 1   | Darwin Atapuma     | BMC    | 21h 45' 21" |
| 2   | Alejandro Valverde | MOV    | + 28"       |
| 3   | Chris Froome       | SKY    | + 32"       |
|     |                    |        |             |
| 39  | Bartosz Huzarski   | BOA    | + 6' 09"    |
| 92  | Michał Kwiatkowski | SKY    | + 36' 49"   |
| 147 | Michał Gołaś       | SKY    | + 53' 00"   |

### Etap 7 - 26.08: Maceda – Puebla de Sanabria, 158,5 km
| #  | Zawodnik            | Zespół | Czas       |
| -- | ------------------- | ------ | ---------- |
| 1  | Jonas Van Genechten | IAM    | 3h 55' 44" |
| 2  | Daniele Bennati     | TNK    | + 0"       |
| 3  | Alejandro Valverde  | MOV    | + 0"       |
|    |                     |        |            |
| 76 | Bartosz Huzarski    | BOA    | + 0"       |
| 82 | Michał Gołaś        | SKY    | + 0"       |
| -  | Michał Kwiatkowski  | SKY    | DNF        |

| #   | Zawodnik           | Zespół | Czas        |
| --- | ------------------ | ------ | ----------- |
| 1   | Darwin Atapuma     | BMC    | 25h 41' 05" |
| 2   | Alejandro Valverde | MOV    | + 24"       |
| 3   | Chris Froome       | SKY    | + 32"       |
|     |                    |        |             |
| 37  | Bartosz Huzarski   | BOA    | + 6' 09"    |
| 122 | Michał Gołaś       | SKY    | + 53' 00"   |

### Etap 8 - 27.08: Villalpando – Sabero, 181,5 km
| #   | Zawodnik         | Zespół | Czas       |
| --- | ---------------- | ------ | ---------- |
| 1   | Siergiej Łagutin | KAT    | 4h 09' 30" |
| 2   | Axel Domont      | ALM    | + 10"      |
| 3   | Perrig Quemeneur | DEN    | + 17"      |
|     |                  |        |            |
| 54  | Bartosz Huzarski | BOA    | + 7' 35"   |
| 111 | Michał Gołaś     | SKY    | + 14' 29"  |

| #   | Zawodnik           | Zespół | Czas         |
| --- | ------------------ | ------ | ------------ |
| 1   | Nairo Quintana     | MOV    | 29h 55' 54"  |
| 2   | Alejandro Valverde | MOV    | + 19"        |
| 3   | Chris Froome       | SKY    | + 27"        |
|     |                    |        |              |
| 38  | Bartosz Huzarski   | BOA    | + 8' 25"     |
| 127 | Michał Gołaś       | SKY    | + 1h 02' 10" |

### Etap 9 - 28.08: Cistierna – Alto del Naranco, 164,5 km
| #   | Zawodnik         | Zespół | Czas       |
| --- | ---------------- | ------ | ---------- |
| 1   | David de la Cruz | EQS    | 3h 47' 56" |
| 2   | Dries Devenyns   | IAM    | + 27"      |
| 3   | Moreno Moser     | CDT    | + 33"      |
|     |                  |        |            |
| 7   | Bartosz Huzarski | BOA    | + 58"      |
| 107 | Michał Gołaś     | SKY    | + 11' 05"  |

| #   | Zawodnik           | Zespół | Czas         |
| --- | ------------------ | ------ | ------------ |
| 1   | David de la Cruz   | EQS    | 33h 46' 24"  |
| 2   | Nairo Quintana     | MOV    | + 22"        |
| 3   | Alejandro Valverde | MOV    | + 41"        |
|     |                    |        |              |
| 34  | Bartosz Huzarski   | BOA    | + 6' 48"     |
| 123 | Michał Gołaś       | SKY    | + 1h 10' 41" |

### Etap 10 - 29.08: Lugones – Lagos de Covadonga, 188,7 km
| #   | Zawodnik         | Zespół | Czas       |
| --- | ---------------- | ------ | ---------- |
| 1   | Nairo Quintana   | MOV    | 4h 50' 31" |
| 2   | Robert Gesink    | TLJ    | + 24"      |
| 3   | Chris Froome     | SKY    | + 25"      |
|     |                  |        |            |
| 100 | Michał Gołaś     | SKY    | + 16' 21"  |
| -   | Bartosz Huzarski | BOA    | DNF        |

| #   | Zawodnik           | Zespół | Czas         |
| --- | ------------------ | ------ | ------------ |
| 1   | Nairo Quintana     | MOV    | 38h 37' 07"  |
| 2   | Alejandro Valverde | MOV    | + 57"        |
| 3   | Chris Froome       | SKY    | + 58"        |
|     |                    |        |              |
| 117 | Michał Gołaś       | SKY    | + 1h 26' 50" |

### Etap 11 - 31.08: Colunga – Peña Cabarga, 168,6 km
| #   | Zawodnik           | Zespół | Czas       |
| --- | ------------------ | ------ | ---------- |
| 1   | Chris Froome       | SKY    | 3h 44' 47" |
| 2   | Nairo Quintana     | MOV    | + 0"       |
| 3   | Alejandro Valverde | MOV    | + 6"       |
|     |                    |        |            |
| 147 | Michał Gołaś       | SKY    | + 11' 28"  |

| #   | Zawodnik           | Zespół | Czas         |
| --- | ------------------ | ------ | ------------ |
| 1   | Nairo Quintana     | MOV    | 42h 21' 48"  |
| 2   | Chris Froome       | SKY    | + 54"        |
| 3   | Alejandro Valverde | MOV    | + 1' 05"     |
|     |                    |        |              |
| 120 | Michał Gołaś       | SKY    | + 1h 38' 24" |

### Etap 12 - 01.09: Los Corrales de Buelna – Bilbao, 193,2 km
| #   | Zawodnik        | Zespół | Czas       |
| --- | --------------- | ------ | ---------- |
| 1   | Jens Keukeleire | OBE    | 4h 31' 43" |
| 2   | Maxime Bouet    | EQS    | + 0"       |
| 3   | Fabio Felline   | TRE    | + 0"       |
|     |                 |        |            |
| 101 | Michał Gołaś    | SKY    | + 12' 10"  |

| #   | Zawodnik           | Zespół | Czas         |
| --- | ------------------ | ------ | ------------ |
| 1   | Nairo Quintana     | MOV    | 46h 53' 31"  |
| 2   | Chris Froome       | SKY    | + 54"        |
| 3   | Alejandro Valverde | MOV    | + 1' 05"     |
|     |                    |        |              |
| 114 | Michał Gołaś       | SKY    | + 1h 50' 34" |

### Etap 13 - 02.09: Bilbao – Urdazubi, 213,4 km
| #  | Zawodnik         | Zespół | Czas       |
| -- | ---------------- | ------ | ---------- |
| 1  | Valerio Conti    | LAM    | 5h 29' 04" |
| 2  | Danilo Wyss      | BMC    | + 55"      |
| 3  | Siergiej Łagutin | KAT    | + 55"      |
|    |                  |        |            |
| 26 | Michał Gołaś     | SKY    | + 33' 54"  |

| #   | Zawodnik           | Zespół | Czas         |
| --- | ------------------ | ------ | ------------ |
| 1   | Nairo Quintana     | MOV    | 52h 56' 29"  |
| 2   | Chris Froome       | SKY    | + 54"        |
| 3   | Alejandro Valverde | MOV    | + 1' 05"     |
|     |                    |        |              |
| 117 | Michał Gołaś       | SKY    | + 1h 50' 34" |

### Etap 14 - 03.09: Urdazubi – Col d'Aubisque, 196 km
| #   | Zawodnik        | Zespół | Czas       |
| --- | --------------- | ------ | ---------- |
| 1   | Robert Gesink   | LTJ    | 5h 43' 24" |
| 2   | Kenny Elissonde | FDJ    | + 7"       |
| 3   | Jegor Silin     | KAT    | + 9"       |
|     |                 |        |            |
| 128 | Michał Gołaś    | SKY    | + 38' 41"  |

| #   | Zawodnik       | Zespół | Czas         |
| --- | -------------- | ------ | ------------ |
| 1   | Nairo Quintana | MOV    | 58h 41' 40"  |
| 2   | Chris Froome   | SKY    | + 54"        |
| 3   | Esteban Chaves | OBE    | + 2' 01"     |
|     |                |        |              |
| 119 | Michał Gołaś   | SKY    | + 2h 27' 28" |

### Etap 15 - 04.09: Sabiñánigo – Aramon Formigal, 118,5 km
| #   | Zawodnik           | Zespół | Czas       |
| --- | ------------------ | ------ | ---------- |
| 1   | Gianluca Brambilla | EQS    | 2h 54' 30" |
| 2   | Nairo Quintana     | MOV    | + 3"       |
| 3   | Fabio Felline      | TRE    | + 25"      |
|     |                    |        |            |
| 144 | Michał Gołaś       | SKY    | + 53' 54"  |

| #   | Zawodnik       | Zespół | Czas         |
| --- | -------------- | ------ | ------------ |
| 1   | Nairo Quintana | MOV    | 61h 36' 07"  |
| 2   | Chris Froome   | SKY    | + 3' 37"     |
| 3   | Esteban Chaves | OBE    | + 3' 57"     |
|     |                |        |              |
| 127 | Michał Gołaś   | SKY    | + 3h 21' 25" |

### Etap 16 - 05.09: Alcañiz – Peníscola, 156,4 km
| #   | Zawodnik            | Zespół | Czas       |
| --- | ------------------- | ------ | ---------- |
| 1   | Jean-Pierre Drucker | BMC    | 3h 21' 18" |
| 2   | Rüdiger Selig       | BOA    | + 0"       |
| 3   | Nikias Arndt        | TGA    | + 0"       |
|     |                     |        |            |
| 101 | Michał Gołaś        | SKY    | + 1' 15"   |

| #   | Zawodnik       | Zespół | Czas         |
| --- | -------------- | ------ | ------------ |
| 1   | Nairo Quintana | MOV    | 64h 57' 27"  |
| 2   | Chris Froome   | SKY    | + 3' 37"     |
| 3   | Esteban Chaves | OBE    | + 3' 57"     |
|     |                |        |              |
| 126 | Michał Gołaś   | SKY    | + 3h 22' 38" |

### Etap 17 - 07.09: Castellón de la Plana – Camins del Penyagolosa, 177,5 km
| #  | Zawodnik      | Zespół | Czas       |
| -- | ------------- | ------ | ---------- |
| 1  | Mathias Frank | IAM    | 4h 34' 38" |
| 2  | Leopold König | SKY    | + 6"       |
| 3  | Robert Gesink | LTJ    | + 11"      |
|    |               |        |            |
| 52 | Michał Gołaś  | SKY    | + 7' 05"   |

| #   | Zawodnik       | Zespół | Czas         |
| --- | -------------- | ------ | ------------ |
| 1   | Nairo Quintana | MOV    | 69h 35' 32"  |
| 2   | Chris Froome   | SKY    | + 3' 37"     |
| 3   | Esteban Chaves | OBE    | + 3' 57"     |
|     |                |        |              |
| 121 | Michał Gołaś   | SKY    | + 3h 26' 15" |

### Etap 18 - 08.09: Requena – Gandia, 200,6 km
| #  | Zawodnik            | Zespół | Czas       |
| -- | ------------------- | ------ | ---------- |
| 1  | Magnus Cort Nielsen | OBE    | 4h 54' 31" |
| 2  | Nikias Arndt        | TGA    | + 0"       |
| 3  | Jean-Pierre Drucker | BMC    | + 0"       |
|    |                     |        |            |
| 70 | Michał Gołaś        | SKY    | + 15"      |

| #   | Zawodnik       | Zespół | Czas         |
| --- | -------------- | ------ | ------------ |
| 1   | Nairo Quintana | MOV    | 74h 30' 03"  |
| 2   | Chris Froome   | SKY    | + 3' 37"     |
| 3   | Esteban Chaves | OBE    | + 3' 57"     |
|     |                |        |              |
| 121 | Michał Gołaś   | SKY    | + 3h 26' 30" |

### Etap 19 - 09.09: Xàbia – Calpe, 37 km
| #  | Zawodnik             | Zespół | Czas     |
| -- | -------------------- | ------ | -------- |
| 1  | Chris Froome         | SKY    | 46' 33"  |
| 2  | Jonathan Castroviejo | MOV    | + 44"    |
| 3  | Tobias Ludvigsson    | TGA    | + 1' 24" |
|    |                      |        |          |
| 47 | Michał Gołaś         | SKY    | + 4' 34" |

| #   | Zawodnik         | Zespół | Czas         |
| --- | ---------------- | ------ | ------------ |
| 1   | Nairo Quintana   | MOV    | 75h 18' 52"  |
| 2   | Chris Froome     | SKY    | + 1' 21"     |
| 3   | Alberto Contador | TNK    | + 3' 43"     |
|     |                  |        |              |
| 120 | Michał Gołaś     | SKY    | + 3h 28' 48" |

### Etap 20 - 10.09: Benidorm – Alto de Aitana, 193,2 km
| #  | Zawodnik            | Zespół | Czas       |
| -- | ------------------- | ------ | ---------- |
| 1  | Pierre-Roger Latour | ALM    | 5h 19' 41" |
| 2  | Darwin Atapuma      | BMC    | + 2"       |
| 3  | Fabio Felline       | TRE    | + 17"      |
|    |                     |        |            |
| 68 | Michał Gołaś        | SKY    | + 27' 51"  |

| #   | Zawodnik       | Zespół | Czas         |
| --- | -------------- | ------ | ------------ |
| 1   | Nairo Quintana | MOV    | 80h 42' 36"  |
| 2   | Chris Froome   | SKY    | + 1' 23"     |
| 3   | Esteban Chaves | OBE    | + 4' 08"     |
|     |                |        |              |
| 118 | Michał Gołaś   | SKY    | + 3h 52' 36" |

### Etap 21 - 11.09: Las Rozas – Madryt, 104,8 km
| #  | Zawodnik            | Zespół | Czas       |
| -- | ------------------- | ------ | ---------- |
| 1  | Magnus Cort Nielsen | OBE    | 2h 48' 52" |
| 2  | Daniele Bennati     | TKF    | + 0"       |
| 3  | Gianni Meersman     | EQS    | + 0"       |
|    |                     |        |            |
| 74 | Michał Gołaś        | SKY    | + 14"      |

| #   | Zawodnik       | Zespół | Czas         |
| --- | -------------- | ------ | ------------ |
| 1   | Nairo Quintana | MOV    | 83h 31' 28"  |
| 2   | Chris Froome   | SKY    | + 1' 23"     |
| 3   | Esteban Chaves | OBE    | + 4' 08"     |
|     |                |        |              |
| 118 | Michał Gołaś   | SKY    | + 3h 52' 50" |

## Posiadacze koszulek po poszczególnych etapach
| Etap                 | Zwycięzca            | Klasyfikacja Generalna | Klasyfikacja Punktowa | Klasyfikacja Górska | Klasyfikacja Kombinowana | Klasyfikacja Drużynowa | Klasyfikacja Najaktywniejszych |
| -------------------- | -------------------- | ---------------------- | --------------------- | ------------------- | ------------------------ | ---------------------- | ------------------------------ |
| 1                    | Team Sky             | Peter Kennaugh         | -                     | -                   | -                        | Team Sky               | -                              |
| 2                    | Gianni Meersman      | Michał Kwiatkowski     | Gianni Meersman       | Laurent Pichon      | Laurent Pichon           | Team Sky               | Bryan Nauleau                  |
| 3                    | Alexandre Geniez     | Rubén Fernández        | Alexandre Geniez      | Alexandre Geniez    | Rubén Fernández          | Movistar Team          | Simon Pellaud                  |
| 4                    | Lilian Calmejane     | Darwin Atapuma         | Alexandre Geniez      | Alexandre Geniez    | Darwin Atapuma           | Movistar Team          | Thomas De Gendt                |
| 5                    | Gianni Meersman      | Darwin Atapuma         | Gianni Meersman       | Alexandre Geniez    | Darwin Atapuma           | Movistar Team          | Tiago Machado                  |
| 6                    | Simon Yates          | Darwin Atapuma         | Gianni Meersman       | Alexandre Geniez    | Darwin Atapuma           | Movistar Team          | Omar Fraile                    |
| 7                    | Jonas Van Genechten  | Darwin Atapuma         | Gianni Meersman       | Alexandre Geniez    | Darwin Atapuma           | Movistar Team          | Luis Ángel Maté                |
| 8                    | Siergiej Łagutin     | Nairo Quintana         | Gianni Meersman       | Siergiej Łagutin    | Alejandro Valverde       | Etixx-Quick Step       | Jhonatan Restrepo              |
| 9                    | David de la Cruz     | David de la Cruz       | Gianni Meersman       | Thomas De Gendt     | David de la Cruz         | Etixx-Quick Step       | Luis León Sánchez              |
| 10                   | Nairo Quintana       | Nairo Quintana         | Alejandro Valverde    | Omar Fraile         | Nairo Quintana           | Movistar Team          | Luis Ángel Maté                |
| 11                   | Chris Froome         | Nairo Quintana         | Alejandro Valverde    | Nairo Quintana      | Nairo Quintana           | Movistar Team          | Tiago Machado                  |
| 12                   | Jens Keukeleire      | Nairo Quintana         | Alejandro Valverde    | Nairo Quintana      | Nairo Quintana           | Movistar Team          | David López                    |
| 13                   | Valerio Conti        | Nairo Quintana         | Alejandro Valverde    | Siergiej Łagutin    | Nairo Quintana           | BMC Racing Team        | Gatis Smukulis                 |
| 14                   | Robert Gesink        | Nairo Quintana         | Alejandro Valverde    | Kenny Elissonde     | Nairo Quintana           | BMC Racing Team        | Simon Gerrans                  |
| 15                   | Gianluca Brambilla   | Nairo Quintana         | Alejandro Valverde    | Kenny Elissonde     | Nairo Quintana           | BMC Racing Team        | Alberto Contador               |
| 16                   | Jean-Pierre Drucker  | Nairo Quintana         | Alejandro Valverde    | Kenny Elissonde     | Nairo Quintana           | BMC Racing Team        | Luis Ángel Maté                |
| 17                   | Mathias Frank        | Nairo Quintana         | Alejandro Valverde    | Kenny Elissonde     | Nairo Quintana           | BMC Racing Team        | Jaime Roson                    |
| 18                   | Magnus Cort Nielsen  | Nairo Quintana         | Alejandro Valverde    | Kenny Elissonde     | Nairo Quintana           | BMC Racing Team        | Fumiyuki Beppu                 |
| 19                   | Chris Froome         | Nairo Quintana         | Alejandro Valverde    | Kenny Elissonde     | Nairo Quintana           | BMC Racing Team        | Chris Froome                   |
| 20                   | Pierre-Roger Latour  | Nairo Quintana         | Fabio Felline         | Omar Fraile         | Nairo Quintana           | BMC Racing Team        | Luis León Sánchez              |
| 21                   | Magnus Cort Nielsen  | Nairo Quintana         | Fabio Felline         | Omar Fraile         | Nairo Quintana           | BMC Racing Team        | -                              |
| Klasyfikacja końcowa | Klasyfikacja końcowa | Nairo Quintana         | Fabio Felline         | Omar Fraile         | Nairo Quintana           | BMC Racing Team        | Alberto Contador               |

## Klasyfikacje końcowe

### Klasyfikacja generalna
|     | Zawodnik         | Zespół             | Czas         |
| --- | ---------------- | ------------------ | ------------ |
| 1   | Nairo Quintana   | Movistar Team      | 83h 31' 28"  |
| 2   | Chris Froome     | Team Sky           | + 1' 23"     |
| 3   | Esteban Chaves   | Orica-BikeExchange | + 4' 08"     |
| 4   | Alberto Contador | Tinkoff            | + 4' 21"     |
| 5   | Andrew Talansky  | Cannondale-Drapac  | + 7' 43"     |
| 6   | Simon Yates      | Orica-BikeExchange | + 8' 33"     |
| 7   | David de la Cruz | Etixx-Quick Step   | + 11' 18"    |
| 8   | Daniel Moreno    | Movistar Team      | + 13' 04"    |
| 9   | Davide Formolo   | Cannondale-Drapac  | + 13' 17"    |
| 10  | George Bennett   | Team LottoNL-Jumbo | + 14' 07"    |
|     |                  |                    |              |
| 118 | Michał Gołaś     | Team Sky           | + 3h 52' 50" |

|    | Zawodnik           | Zespół             | Punkty |
| -- | ------------------ | ------------------ | ------ |
| 1  | Fabio Felline      | Trek-Segafredo     | 100    |
| 2  | Nairo Quintana     | Movistar Team      | 97     |
| 3  | Alejandro Valverde | Movistar Team      | 93     |
| 4  | Chris Froome       | Team Sky           | 92     |
| 5  | Luis León Sánchez  | Astana Pro Team    | 75     |
| 6  | Gianni Meersman    | Etixx-Quick Step   | 73     |
| 7  | Simon Yates        | Orica-BikeExchange | 56     |
| 8  | Alberto Contador   | Tinkoff            | 56     |
| 9  | Esteban Chaves     | Orica-BikeExchange | 54     |
| 10 | Daniele Bennati    | Tinkoff            | 54     |

|    | Zawodnik           | Zespół             | Punkty |
| -- | ------------------ | ------------------ | ------ |
| 1  | Omar Fraile        | Dimension Data     | 58     |
| 2  | Kenny Elissonde    | FDJ                | 57     |
| 3  | Robert Gesink      | Team LottoNL-Jumbo | 37     |
| 4  | Alexandre Geniez   | FDJ                | 28     |
| 5  | Nairo Quintana     | Movistar Team      | 27     |
| 6  | Jegor Silin        | Team Katusha       | 23     |
| 7  | Siergiej Łagutin   | Team Katusha       | 22     |
| 8  | Thomas De Gendt    | Lotto Soudal       | 19     |
| 9  | Gianluca Brambilla | Etixx-Quick Step   | 18     |
| 10 | Luis Ángel Maté    | Cofidis            | 18     |

|    | Zawodnik           | Zespół             | Punkty |
| -- | ------------------ | ------------------ | ------ |
| 1  | Nairo Quintana     | Movistar Team      | 8      |
| 2  | Chris Froome       | Team Sky           | 17     |
| 3  | Kenny Elissonde    | FDJ                | 34     |
| 4  | David de la Cruz   | Etixx-Quick Step   | 39     |
| 5  | Alejandro Valverde | Movistar Team      | 41     |
| 6  | Fabio Felline      | Trek-Segafredo     | 43     |
| 7  | Simon Yates        | Orica-BikeExchange | 46     |
| 8  | Gianluca Brambilla | Etixx-Quick Step   | 48     |
| 9  | Robert Gesink      | Team LottoNL-Jumbo | 48     |
| 10 | Jegor Silin        | Team Katusha       | 49     |

|    | Zespół             | Czas         |
| -- | ------------------ | ------------ |
| 1  | BMC Racing Team    | 249h 48' 23" |
| 2  | Movistar Team      | + 4' 43"     |
| 3  | Cannondale-Drapac  | + 22' 44"    |
| 4  | Team Katusha       | + 35' 19"    |
| 5  | Ag2r-La Mondiale   | + 35' 30"    |
| 6  | Astana Pro Team    | + 56' 22"    |
| 7  | Etixx-Quick Step   | + 1h 04' 57" |
| 8  | IAM Cycling        | + 1h 08' 38" |
| 9  | Tinkoff            | + 1h 23' 50" |
| 10 | Orica-BikeExchange | + 1h 33' 00" |